# Sheila Borg
Sheila Borg (* 1941 in Graz; † vermutlich 2006, bürgerlich Mechthild Steng) war eine österreichische Schlagersängerin.
Borg erlernte bereits als Kind das Klavierspiel und gründete nach ihrem Schulabschluss in ihrer Heimatstadt das Jazzduo „Jo & Sheila“, das über lokale Auftritte nicht hinauskam. 1963 unterschrieb sie als Solokünstlerin einen Schallplattenvertrag beim deutschen Schallplattenlabel Polydor und veröffentlichte eine Single mit dem Titel I’ve Been Alone For A Long Long While, den Bert Kaempfert produzierte. Die Single wurde kein Erfolg. Noch im gleichen Jahr veröffentlichte sie bei Polydor ihr einziges Album Nur für mich, auf dem sie ausschließlich Schlager interpretierte. In ihrer österreichischen Heimat blieb sie damit erfolglos; lediglich im süddeutschen Raum erhielt sie Airplay im Radio. Borg beendete daraufhin ihre Karriere als Musikerin.
Über ihren weiteren Lebensweg ist nichts bekannt. Klaus Maria Brandauer, mit dem Borg verwandt war, berichtete 2006 in einem Interview, dass sie kürzlich verstorben ist.

## Diskographie
- 1963: I’ve Been Alone For A Long Long While (Single, Polydor 59 012 L)
- 1963: Nur für mich (Album, Polydor 182 251)